# 테드 카우프만
에드워드 에밋 카우프만(Edward Emmett Kaufman, 1939년 3월 15일 ~ )는 미국의 정치인이다.

## 학력
- 듀크 대학교 이학사
- 펜실베이니아 대학교 행정학 석사

## 경력
- 1995.08 ~ 2008.12 미국 방송이사회 위원
- 2009.01 ~ 2010.11 제111대 델라웨어주 연방상원의원
- 2010.10 ~ 2011.04 미국 의회감독단 의장